# Iva Šulentić
Iva Šulentić, (Zagreb, 15. svibnja 1983.) hrvatska je televizijska i radijska voditeljica, spikerica i glumica.
Od veljače 2014. ambasadorica je kampanje "Dislajkam mržnju - NE govoru mržnje na Internetu", koju je pokrenulo Vijeće Europe.
Podrijetlom je iz Like.

## Filmografija

### Voditeljske uloge
HRT:
- Zagonetni ulomak (1996. – 1999.)
- Dječji tjednik (2000. – 2003.)
- Obrazovni program (2003. – 2004.); uživo
- Bljeskalica (2003. – 2004.); uživo
- Dječja pjesma Eurovizije (2003. – 2006.); uživo
- Briljanteen (2004. – 2011.)
- Ususret Dori (2007.), uživo
- Dora (2007., glavna pozornica); uživo
- Garaža (2008.-danas)
- Dora (2009. – 2010., green room); uživo
- Ples sa zvijezdama, natjecateljica (2009.)
- Ljetna slagalica (2010., 2011.); uživo
- Volim Hrvatsku!, natjecateljica (2012., 2014.)
- Dobro jutro, Hrvatska (2012. – 2013.); uživo
- Život je lijep, reporterka (2015. – 2016.); uživo
- The Voice – Najljepši glas Hrvatske (2015. – 2016., 2019.)
- Kod nas doma (2017.-danas)

SPTV:
- "Vežite se, polijećemo!" (2011. – 2012.)

Radio:
- "Vikend na Anteni Zagreb", Antena Zagreb (2008. – 2010.)
- "Poslijepodne na TFM-u" Totalni FM (2010. – 2013.)

### Televizijske uloge
- "Kad zvoni?" kao Ira Mladineo (2004.)
- "Lud, zbunjen, normalan" kao Ines Gracin (2008.)
- "Dnevnik plavuše" kao Morana (2010. – 2011.)
- "Stipe u gostima" kao novinarka (2010.)
- "Sve će biti dobro" kao Nika Štajner (2008. – 2009.)
- "Luda kuća" kao Mia Voloder (2007. – 2009.)
- "Bumerang" kao Nina Kralj (2005. – 2006.)
- "Bitange i princeze" kao Vjekoslava (2005.)
- "Zlatni vrč" kao Nina Hita (2003.)
- "Kontrola, imamo problem!" (2007.)
- "Ja, Che Guevara" (2007.)

### Filmske uloge
- "Što ti znaš što se meni dogodilo?" (2012.)
- "Sonja i bik" kao TV voditeljica (2012.)
- "Brija" (2011.)
- "Smash!" (2008.)
- "Kradljivac uspomena" (2007.)

### Sinkronizacija
- "Petar Zecimir" kao Jasmina i Sarabeth (2018.)
- "Auti 3" kao Jasna Pouzdanić (2017.)
- "Izvrnuto obrnuto" kao Gadljivost (2015.)
- "Hotel Transilvanija kao Maja  (2012.)
- "Hotel Transilvanija 2" kao Maja (2015.)
- "Hotel Transilvanija 3: Praznici počinju!" kao Maja (2018.)
- "Hotel Transilvanija: Transformanija kao Maja (2022.)
- "Svemirski psi" kao Strelka (2011.)
- "Hop" kao Sam O'Hare (2011.)
- "Alfa i Omega 3D" kao Alfa (2010.)
- "Cvijet bitke" kao Civil Entity (2009.)
- "Garfield 2: Priča o dvije mačke" kao Liz Wilson (2006.)
- "Garfield" kao Liz Wilson (2004.)

## Vanjske poveznice
- Iva Šulentić u internetskoj bazi filmova IMDb-u (engl.)
- http://www.dislajkammrznju.hr/  Arhivirana inačica izvorne stranice od 5. veljače 2015. (Wayback Machine)